# أغنية الأبجدية
أغنية الأبجدية هو مصطلح جامع للأغاني المختلفة والتي تستخدم لتعليم الأطفال الحروف الأبجدية العربية.عادة ما تقرأ الأغاني الأبجدية أسماء جميع الحروف الأبجدية للغة معينة بالترتيب.

## الأغاني العربية
هناك بعض الأغاني العربية لتعليم اللغة العربية، بعضها يعتمد على الترتيب الأبجدي «أبجد هوز» وبعضها يعتمد على الترتيب الحديث «ألفباء».

### أغانٍ بترتيب أبجد هوز

#### فيلم غزل البنات
من أشهر أغاني الأبجدية العربية هي أغنية أبجد هوز التي غناها ليلى مراد ونجيب الريحاني في فيلم غزل البنات عام 1949 يقول مطلعها: «أبجد هوز حطي كالمن - شكل الاستاذ بقى منسجمن» وهي من من كلمات حسين السيد، وألحان محمد عبد الوهاب.

#### أغنية شاملة للأطفال
غنى المطرب الأردني عمر العبد اللات أغنية (أبجد هوز) لتعليم الأحرف للأطفال بالإضافة لكلمات فلكلورية تعليمية للأطفال، الأغنية من تأليف ماجد زريقات وألحان عمر العبداللات.

### أغاني بترتيب ألفباء

#### ألف باء بوباية

شوشو مغني أغنية ألفباء بوباية

أول من غنى أغنية أبجدية بترتيب "الفباء" كان شوشو في مسرحية للأطفال بعنوان "الفباء" من تأليف فارس يواكيم عام 1973. تقول مطلع الأغنية: ""ألف باء بوباية، قلم رصاص ومحايه، انا باكتب على اللوح، وانتوا بتقروا ورايي، حرف الالف: إمي، حرف الباء: بيي، حرف التاء: تيته، حرف الثاء: ثريا ويا عيني كيف مضاوية"

#### أغاني برنامج «إفتح يا سمسم»
عرض البرنامج التلفزيوني التربوي (إفتح يا سمسم) العديد من أغاني الأبجدية العربية معتمدا على ترتيب «الفباء» بحيث دمج الاسلوب التعليمي السليم مع الأغاني والموسيقى والعروض التصويرية الجاذبة للأطفال.

## الأغاني الأجنبية
تعتبر أغنية الألفباء المعروفة بـ «أي بي سي» من أشهر الأغاني الأبجدية الإنكليزية على المستوى العالمي. 

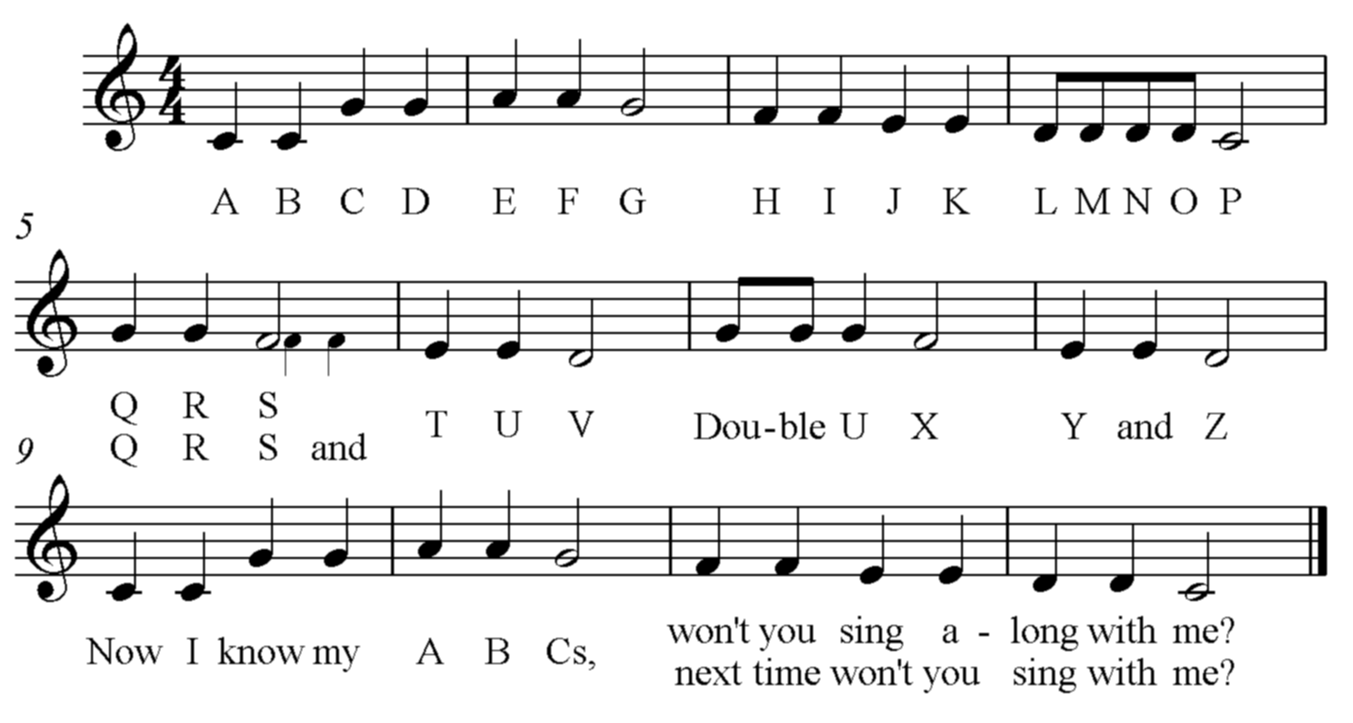
موسيقى أغنية الحروف الأبجدية بما في ذلك بعض الاختلافات الشائعة على كلمات

### لفظ حرف «زيد» كـ «زي»
يلفظ سكان الولايات المتحدة حرف الـ Z كـ «زي» بخلاف بقية البلاد الناطقة باللغة الإنكليزية (مثل كندا والمملكة المتحدة وأستراليا) التي تنطقها كـ«زد». وعليه، يتم تغيير نطق هذا الحرف بحسب البلد، مما يستدعي تغيير زمن وميزان سطر حرف Z td الأغنية. أحد الأساليب المستعملة هو تقصير الشطر الثاني وتطويل الشطر اللاحق.  

#### نسخة بديلة للـ زيد
a-b-c-d
e-f-g
h-i-j-k
l-m-n
o-p-q-r
s-t-u
v-w-x-y-z(ed)

#### نسخة بديلة أخر
a-b-c ، d-e-f
g-h-i-j-k-l-m
لا-p, q-r-s
t-u-v-w-x-y-z(ed)

#### النسخة الهولندية
a-b-c-d-e-f-g
h-i-j-k-l-m-لا-p
q-r-s-t-u-v-w
x-y-z

#### النسخة الفرنسية الكندية
يتم تعليم نسخة باللغة الفرنسية من الأغنية في كندا من دون تعديل على اللحن إلا في السطر الأخير الذي يتطلب التعديل لاستيعاب مقطعين لحرف الـy الذي يلفظ كـ «إغريك».

### الأغنية العكسية (الآية 2)
آصدر فريق «ويي سنغ» أغنية عكسية تعتمد لفظ الأحرف بشكل عكسي مبتدئين من آخر حرف إلى الأول.

## أغاني الأبجدية في لغات الأخرى
- «أهاكا مانا» عند الماوري
- «آلف-بيت» لديبي فريدمان، أغنية تستخدمها  المدارس العبرية اليهودية في أميركا لتعليم الحروف الأبجدية العبرية
- «آروها» في اليابان.
- «شيفا سوترا»، لتعليم الأبجدية  السنسكريتية.
- «ألف حرف كلاسيكي» في الصين وكورية.